# Ошикото
Ошикото (англ. Oshikoto Region) — является одной из 14 административных областей Намибии и находится в северной части страны. Число жителей области 181 973 человек (на 2011 год). Площадь области составляет 38 653 км². До августа 2008 года административным центром области был город горняков Цумеб, затем — город Омутия.

## Население
Ошикото населена главным образом представителями народов овамбо и гереро. За последние годы наблюдается значительный рост численности населения в Ошикото.

## Административное деление
Область разделена на 10 избирательных районов (городов):
- Энгоди
- Гуинас
- Оканколо
- Олуконда
- Омунтеле
- Омутия
- Онайена
- Ониипа
- Оньяанья
- Цумеб

## Экономика
На севере области основой экономики является земледелие, на её юге — горнодобывающая промышленность (медь) и скотоводство.